# Nouasseur Air Base

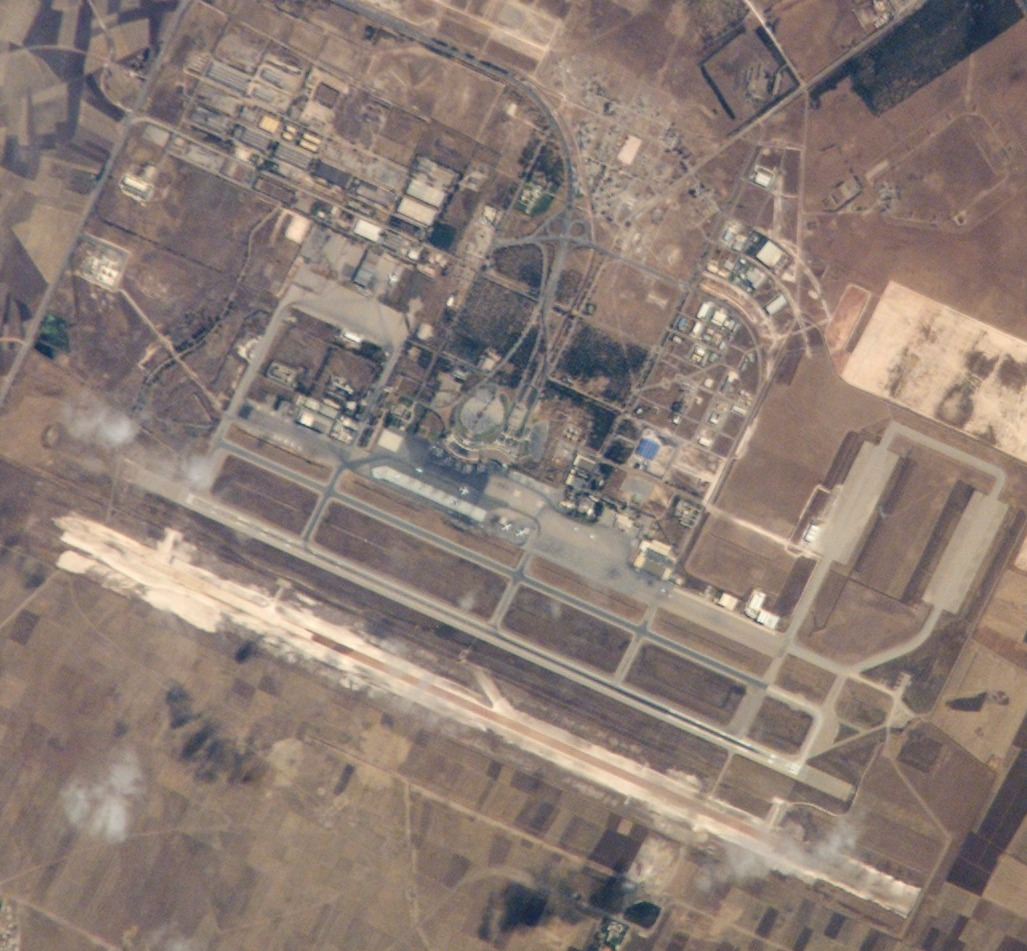
Photographie aérienne de la base aérienne de Nouasseur

Nouasseur Air Base est une ancienne base aérienne du Strategic Air Command (SAC) de l'United States Air Force située près de Casablanca au Maroc entre 1951 et 1963. Elle fut utilisée comme base de déploiement avancé pour les bombardiers stratégiques B-36 et B-47 du SAC.
La base fut également utilisée par l'Armée de l'air française jusqu'en 1959 sous la désignation de base aérienne 200. Il est à noter que ce numéro mécanographique sera réattribué à la base aérienne située sur le plateau d'Albion. 
Après la fermeture de la base de l'USAF le 15 août 1963, les infrastructures ont été réutilisées pour l'aménagement de l'aéroport international Mohammed V de Casablanca.